# Kryptobiose
Unter Kryptobiose (griechisch, κρυπτός kryptós = verborgen und ὁ βίος ho bíos = das Leben, auch Anabiose) versteht man einen Zustand von Organismen, bei dem die Stoffwechselvorgänge extrem reduziert sind. Der Begriff wurde 1959 von David Keilin geprägt. Kryptobiose kommt insbesondere bei Bärtierchen (Tardigrada), Fadenwürmern (Nematoda) und Rädertierchen (Rotatoria, Rotifera) vor. Insbesondere bei Tardigraden führte die Entdeckung der Kryptobiose im 19. Jahrhundert zu ausgeprägten Diskussionen über das Wesen des Lebendigen.
Man unterscheidet mehrere Formen von Kryptobiose:
- Anhydrobiose, Bildung von Dauerstadien durch Austrocknung
- Osmobiose, ausgelöst durch erhöhten osmotischen Druck
- Anoxybiose, ausgelöst durch niedrigen Sauerstoff-Gehalt der Umgebung
- Kryobiose, ausgelöst durch niedrige Temperaturen

Im Zustand der Kryptobiose sind Lebewesen in der Lage, ungünstige Lebensbedingungen über längere Zeit (zum Beispiel bei anhydrobiotischen Bärtierchen mehr als ein Jahrzehnt) zu überdauern. Bärtierchen können in diesem Zustand auch extrem niedrige Temperaturen (unter 30 K = −243,15 °C), Radioaktivität und erhöhte Temperaturen (über 350 K = 77 °C) aushalten. Der Sauerstoffverbrauch reduziert sich auf kaum noch messbare Werte.
2018 wurden Fadenwürmer nach 46.000 Jahren im Permafrost wiederbelebt.
Ein Beispiel aus der Tierwelt, das mehrere kryptobiotische Eigenschaften vereint, sind die Larven der Zuckmücke Polypedilum vanderplanki.